# 山本篤士
山本篤士（やまもと あつし、1998年2月17日 - ）は、日本の俳優。劇団スパイスガーデン所属。静岡県静岡市出身。

## 出演

### テレビドラマ
- 駐在刑事　第2話（2018年、テレビ東京） - 坂口 役

### 映画
- 日本製造 メイド・イン・ジャパン（2019年） - 池田勇人 役
- 家族マニュアル (2019年) - 山田良 役
- のぼる小寺さん (2020年) - 宅 役
- トーキョーサンライズ (2020年)
- サマーフィルムにのって (2021年) - 北野武夫 役
- 沈黙の艦隊（2023年）- 山田良夫 役
- 太陽がしょっぱい（2024年）[1]

### 配信ドラマ
- 湘南純愛組！（2020年、Amazon Prime Video） 第6・7・8話 - あつし 役
- コウキの雨鳴き-About Kouki-（2020年、Youtube） - 長谷部シュン 役
- ショートプログラム(2022年、Amazon Prime Video)
- 沈黙の艦隊(2024年、Amazon Prime Video) - 第1話～8話　山田良夫 役

### オーディオドラマ
- 初声物語(NUMA　2022年)

### 舞台
- 劇団スパイスガーデン第9回「ザ・オーディション」(2017年11月、千本桜ホール)
- 劇団スパイスガーデン第10回公演『DRESSING ROOM』(2018年5月、OFF・OFFシアター)
- 劇団スパイスガーデン第11回公演『リバー＆フェニックス』(2019年4月、OFF・OFFシアター)